# قصعين أحمر الكأسية
قصعين أحمر الكأسية (الاسم العلمي:Salvia eriocalyx) هو نوع من النباتات يتبع جنس القصعين من الفصيلة الشفوية.